# نظرية الدماغ الهولونومية
نظرية الدماغ الهولونومية هي أحد فروع العلوم العصبية المهتمة بدراسة فكرة تكون الوعي البشري عن طريق التأثيرات الكمومية الموجودة بين خلايا الدماغ أو داخلها. يشير مصطلح الهولونومية إلى تمثيلات فضاء طور هيلبرت المحدد بواسطة الإحداثيات الطيفية والمكانية الزمانية على حد سواء. تعارض العلوم العصبية التقليدية نظرية الدماغ الهولونومية، إذ تميل إلى دراسة سلوك الدماغ من خلال تقصي أنماط العصبونات والكيمياء المحيطة.
طور عالم الأعصاب كارل بريبرام هذه النظرية المحددة للوعي الكمي بشكل أولي بالتعاون مع الفيزيائي ديفيد بوم بناءً على النظريات الأولية للصور المجسمة (الهولوغرام) التي صاغها في الأصل دينيس غابور. تصف النظرية المعرفة البشرية من خلال نمذجة الدماغ باعتباره شبكة التخزين الهولوغرافي. يقترح بريبرام أن هذه العمليات منطوية على التذبذبات الكهربائية في شبكات التغصنات الشجيرية ذات الألياف الدقيقة، التي تختلف عن جهود الفعل المعروفة والمنطوية على المحاور العصبية والمشابك. تحدث هذه التذبذبات على شكل أمواج وتخلق أنماطًا متداخلة موجية مسؤولة عن تشفير الذاكرة بشكل طبيعي، ويمكن أيضًا تحليل الدالة الموجية عن طريق تحويل فورييه.
لاحظ غابور، وبريبرام وآخرون أوجه التشابه بين هذه العمليات الدماغية وتخزين المعلومات في الصورة المجسمة (الهولوغرام)، التي يمكن تحليلها أيضًا باستخدام تحويل فورييه. في الهولوغرام، يحتوي أي جزء بحجم كاف من الهولوغرام على المعلومات المخزنة بأكملها. في هذه النظرية، تتوزع قطعة من الذاكرة طويلة الأمد بشكل مشابه على التغصنات الشجيرية بشكل يعطي كل جزء من الشبكة التغصنية الشجيرية جميع المعلومات المخزنة على الشبكة بأكملها. يسمح هذا النموذج بتفسير جوانب هامة من الوعي البشري، بما في ذلك الذاكرة الترابطية السريعة المسؤولة عن تمكين الاتصال بين الأجزاء المختلفة من المعلومات المخزنة بالإضافة إلى خاصية عدم المحلية المميز لتخزين الذاكرة (لا يحدث تخزين ذاكرة معينة في موقع معين ما، أي مجموعة معينة من العصبونات).

## لمحة عامة حول النظرية

### الهولوغرام والهولونومية
تتمثل إحدى الخاصيات الرئيسية للهولوغرام في توزع كل جزء من المعلومات المخزنة على الهولوغرام أو الصورة المجسمة بأكملها. تحدث عميلتا التخزين والاستعادة على حد سواء بطريقة موصوفة بواسطة معادلات تحويل فورييه. طالما يوجد جزء كبير بما يكفي من الهولوغرام لاحتواء نمط التداخل، يمتلك هذا الجزء عندئذ القدرة على إعادة خلق مجموع الصورة المخزنة، مع احتمالية احتواء هذه الصورة على تغيرات غير مرغوبة، تُعرف باسم الضوضاء.
يتشابه هذا من الناحية الوظيفية مع عمل منطقة البث الخاصة بهوائي الراديو. يمكن الوصول لكل قناة في كل موقع فردي صغير داخل المنطقة الكلية، بشكل مشابه لكيفية احتواء مجموع المعلومات الخاصة بالهولوغرام في داخل جزء ما. يتمثل تشبيه آخر للهولوغرام في طريقة إنارة ضوء الشمس للأشياء في الساحة البصرية الخاصة بالناظر. لا توجد أي أهمية لمدى ضيق شعاع ضوء الشمس. يحتوي الشعاع دائمًا على جميع معلومات الشيء، ويمكنه عند الاقتران بعدسات الكاميرا أو كرة العين إنتاج نفس الصورة ثلاثية الأبعاد الكاملة. تعمل صيغة تحويل فورييه على تحويل الأشكال المكانية إلى ترددات موجية مكانية والعكس، إذ تمثل جميع الأشياء في جوهرها بنى اهتزازية. يمكن لأنواع العدسات المختلفة، التي تعمل بشكل مشابه للعدسات البصرية، تعديل طبيعة تردد المعلومات التي تخضع للتحويل.
تُعتبر خاصية عدم المحلية التي تميز تخزين المعلومات داخل الهولوغرام غاية في الأهمية، نظرًا إلى إمكانية حفظ المجموع داخل جزء واحد فقط عند امتلاكه الحجم الكافي، حتى في حالة تلف غالبية الأجزاء الأخرى. أشار بريبرام وآخرون إلى وجود أوجه تشابه بين الهولوغرام البصري وتخزين الذاكرة في الدماغ البشري. وفقًا لنظرية الدماغ الهولونومية، يحدث تخزين الذاكرة داخل مناطق عامة محددة، لكن يحدث هذا التخزين في هذه المناطق بشكل غير محلي. يسمح هذا للدماغ في الحفاظ على الوظيفة والذاكرة حتى في حالة التلف. لا يمكن حدوث فقدان الذاكرة إلا في حالة غياب أي أجزاء كبيرة بما يكفي لاحتواء المجموع. يمكن لهذا تفسير سبب احتفاظ بعض الأطفال بدرجة طبيعية من الذكاء عند استئصال أجزاء كبيرة من دماغهم – نصف الدماغ في بعض الحالات. يمكن لهذه النظرية أيضًا تفسير سبب عدم حدوث فقدان الذاكرة عند تقطيع الدماغ إلى مقاطع عرضية مختلفة.
أشار بريبرام إلى أن الهولوغرام العصبي متشكل من أنماط الحيود الخاصة بالموجات الكهربائية التذبذبية داخل القشرة المخية. يحدث التمثيل كتحول ديناميكي في شبكة موزعة من العمليات الميكروية التغصنية الشجيرية. من الهام التفريق بين فكرة الدماغ الهولونومي والدماغ الهولوغرافي. لا يقترح بريبرام اعتبار وظائف الدماغ بمثابة هولوغرام مفرد. عوضًا عن ذلك، تخلق الموجات داخل الشبكات العصبية الصغيرة مجموعة من الهولوغرامات الموضعية داخل الأعمال الأكبر للدماغ. يمكن الإشارة إلى هذه الصور المجسدة الرقعية باسم الهولونومية أو تحويلات فورييه المستقطعة.
قد يأخذ النموذج الهولوغرافي أيضًا في الاعتبار عددًا من خصائص الذاكرة الأخرى التي تفشل النماذج التقليدية في معالجتها. يمتلك نموذج ذاكرة هوبفيلد نقطة تشبع مبكرة للذاكرة إذ يتباطأ عندها استرجاع الذاكرة بشكل كبير ليصبح غير موثوق. من جهة أخرى، تتميز نماذج الذاكرة الهولوغرافية بسعات تخزين نظرية أكبر بكثير. تمتلك النماذج الهولوغرافية أيضًا القدرة على إثبات الذاكرة الترابطية، وتخزين الترابطات المعقدة بين المفاهيم المختلفة وتمثيل حالة النسيان من خلال «التخزين ذي الخسارة».